# Mona kriegt ein Baby
Mona kriegt ein Baby ist ein Spielfilm des niederländischen Regisseurs Ben Verbong. Das Drehbuch schrieb Sarah Schnier.

## Handlung
Die 14-jährige Mona ist das jüngste der drei Kinder von Judith und Stefan Lessing. Als sie ihren Eltern gesteht, dass sie im vierten Monat schwanger ist, sorgt dies für zusätzlichen Stress in deren kriselnder Ehe. Monas Vater Stefan, ein Gynäkologe, der in Monas Schule ehrenamtlich Sexualkundeunterricht gibt, ist zunächst mit der Schwangerschaft seiner Tochter überfordert.
Nach einem Streit der Eltern verlässt Mona ihr Elternhaus und zieht beim 17-jährigen Roman, dem Vater des Kindes, ein. Der erklärt ihr, dass er nicht für sie und das Kind sorgen könne. Als sie zwei Monate später herausfindet, dass Roman bereits während der ganzen Zeit ihres Zusammenwohnens eine Freundin hat, packt sie ihre Sachen und geht. Nachdem Mona eine Nacht auf der Straße verbracht hat, wird sie von ihrem Vater gebeten, nach Hause zurückzukommen, wo die Familie inzwischen wieder näher zueinander gefunden hat.

## Hintergrund
Mona kriegt ein Baby wurde im Juli und August 2013 in Berlin, Potsdam, Elstal, Kleinmachnow und Werder gedreht. Die Erstausstrahlung am 4. April 2014 auf Das Erste sahen 4,49 Millionen Zuschauer, was 15,3 Prozent Marktanteil entspricht.

## Rezeption
Die Welt beurteilt Mona kriegt ein Baby als „insgesamt erfreulich beweglich und lebendig“ und lobt vor allem Hauptdarstellerin Stephanie Amarell: „Es ist faszinierend den Wetterleuchten hinterher zu schauen [sic!], die immer wieder über ihr Gesicht ziehen.“
Der Stern attestiert dem Film, dass er „mit viel Gefühl von einer liebenswürdigen Familie“ erzähle.
Die Augsburger Allgemeine urteilt: „Eine sehenswerte, gut gespielte und den humoristischen Einlagen zum Trotz durchaus nachdenkliche Komödie über das Erwachsenwerden über Nacht und die Erkenntnis, dass Eltern auch nur Menschen sind.“
Der Filmdienst resümiert: „Mit viel Tamtam als großes Problembewältigungsszenario inszeniertes (Fernseh-)Drama, das die angerissenen Probleme lediglich im Rahmen leichter Unterhaltung angeht. Allein die Darsteller verhindern, dass der Film in seichte Betroffenheitsunterhaltung abrutscht.“
Prisma urteilt: „Der sensibel inszenierte Film erzählt von einer Familie, die in einer Ausnahmesituation lernen muss, wieder zusammenzuhalten.“